# Nicolas Ier (roi de Monténégro)
Pour les articles homonymes, voir Nicolas Ier.
Nicolas Ier, également connu sous le nom Nicolas Ier Petrović-Njegoš (en serbe cyrillique : Краљ Никола I Петровић Његош), est né le 7 octobre 1841 à Njeguši, au Monténégro, et mort le 1er mars 1921 au Cap d'Antibes, en France. Il est prince souverain du Monténégro de 1860 à 1910 puis roi du pays de 1910 jusqu'à sa déchéance officielle en 1918, les représentants du royaume ayant voté l'intégration du royaume dans le royaume de Serbie.

## Biographie
Nicolas Ier de Monténégro est le fils du prince Mirko Petrović Njegoš (1820-1867), grand-duc de Grahovo, et d'Anastasia Martinović (1824-1895). Par son père, il est donc le neveu et l'héritier du dernier prince-évêque de Monténégro Danilo Ier de Monténégro (1826-1860).
Nicolas fait ses études au lycée Louis-le-Grand, à Paris. Proclamé prince souverain à la mort de son oncle en 1860, il épouse peu de temps après Milena Vukotić, qui lui donne douze enfants. Une fois devenus adultes, la plupart de ceux-ci noueront de brillantes unions matrimoniales à l'étranger, ce qui vaudra à Nicolas Ier d'être surnommé le « beau-père de l'Europe ».
En 1869, Nicolas Ier instaure l'ordre de Saint-Pierre de Cetinje.
En 1876, le Monténégro profite du soulèvement de la Bosnie-Herzégovine contre l'Empire ottoman pour réclamer à son tour son indépendance et participe à la guerre serbo-turque de 1876-1878 qui aboutit à une défaite. Le petit pays s'allie ensuite avec la Russie et profite de la guerre russo-turque de 1877-1878 pour agrandir son territoire. Le Monténégro obtient finalement son autonomie lors du traité de San Stefano le 3 mars 1878, ainsi qu'un accès à la mer Adriatique lors du congrès de Berlin le 14 juillet suivant.
En 1900, Nicolas Ier prend le prédicat d'Altesse royale. Il octroie sa première constitution au Monténégro en 1905 et instaure, l'année suivante, une monnaie, le perper. Le prince contribue également à introduire la liberté de la presse et promulgue un code pénal. Le 28 août 1910, sur la proposition du Parlement, il adopte le titre de roi du Monténégro.
Nicolas Ier fait participer son pays à la Première Guerre balkanique et le traité de Londres agrandit le pays. Cependant, les rancœurs restant intactes, la Deuxième Guerre balkanique éclate et se finit avec les traités de Bucarest et Constantinople.

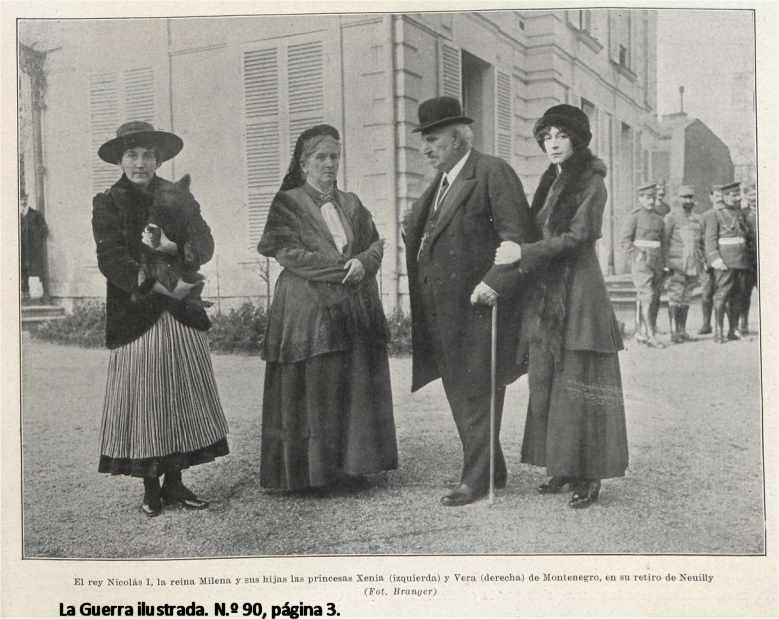
Nicolas 1er avec sa famille
(photo Maurice-Louis Branger)

Lors de la Première Guerre mondiale, il prend le parti de la Triple-Entente, mais doit quitter son pays envahi par les Autrichiens. Le 29 décembre 1915, le Monténégro capitule, mais des forces continuent à se battre dans l'armée française d'Orient et le roi voyage dans les pays alliés et pour visiter le front. 
Cependant, à la fin de la guerre, le roi ne retrouve ni son pays ni son trône : le Monténégro passe sous domination serbe et est rattaché au nouveau royaume des Serbes, Croates et Slovènes, devenu Yougoslavie en 1929. Il n'en continue pas moins jusqu'à sa mort de s'intituler roi du Monténégro.
Déçu dans ses espérances et attristé par des chagrins de famille, il s'installe définitivement sur la Côte d'Azur dans la villa Les liserons au Cap d'Antibes où il meurt d'une hémorragie cérébrale, entouré de ses fils les princes Pierre et Danilo, de ses filles, les princesses Xénia et Véra, et de son gendre, le grand-duc Nicolas de Russie. Il est inhumé à Sanremo en Italie. En 1989, ses restes sont enterrés à Cetinje.

## Famille et descendance

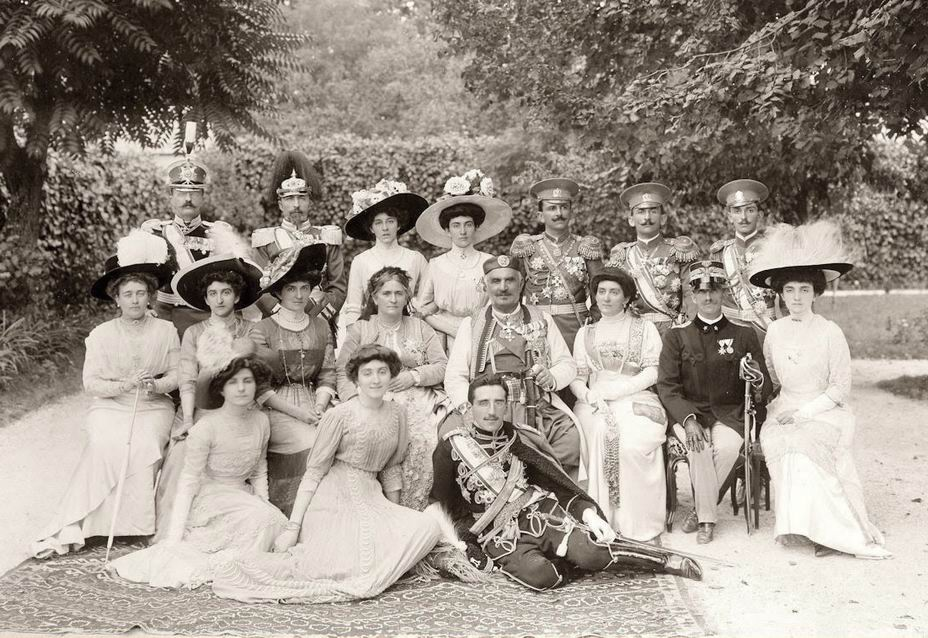
Couronnement de Nicolas Ier de Monténégro, au centre avec son épouse, ses enfants et ses petits-enfants.

En novembre 1860, Nicolas Ier de Monténégro épouse Milena Vukotić (1847-1923). De cette union naissent :
- Zorka (1864-1890), princesse de Monténégro, qui épouse, en 1883, Pierre Karageorgevitch, futur roi Pierre Ier de Serbie (1844-1921) ;
- Militza (1866-1951), princesse de Monténégro, qui épouse, en 1889, le grand-duc de Russie Pierre Nikolaïevitch de Russie (1864-1931) ;
- Anastasia (1867-1935), princesse de Monténégro, qui épouse, en 1889, le prince Georges de Leuchtenberg (1852-1912), dont elle divorce en 1906. En 1907, elle se remarie au grand-duc Nicolas Nikolaïevitch de Russie (1856-1929) ;
- Maritza (1869-1885), princesse de Monténégro ;
- Danilo II (1871-1939), roi de Monténégro, qui épouse la princesse Jutta de Mecklembourg-Strelitz (1880-1946) ;
- Hélène (1873-1952), qui épouse, en 1896, Victor-Emmanuel de Savoie qui devient en 1900 le roi Victor-Emmanuel III d'Italie (1869-1947) ;
- Anne (1874-1971), princesse de Monténégro, qui épouse le prince François-Joseph de Battenberg (1861-1924) ;
- Sophie (née et morte en 1876), princesse de Monténégro ;
- Mirko (1879-1918), prince de Monténégro, qui épouse Natalija Konstantinović (1882-1950), cousine et héritière du roi Alexandre Ier de Serbie (1876-1903) ;
- Xenia (1881-1960), princesse de Monténégro ;
- Vera (1887-1927), princesse de Monténégro ;
- Pierre (1889-1932), prince de Monténégro, qui épouse Violet Wegner (1887-1960), veuve du comte Sergio Brunetta d'Usseaux.